# Карпово Перше
Ка́рпово Перше (рос. Карпово Первое) — село у складі Краснощоковського району Алтайського краю, Росія. Входить до складу Карповської сільської ради.

## Населення
Населення — 150 осіб (2010; 221 у 2002).
Національний склад (станом на 2002 рік):
- росіяни — 95 %